# Kunya-Urgench
Konye-Urgench (tiếng Turkmenistan: Köneürgenç, Nga: Куня Ургенч, Ba Tư: Kuhna Gurgānj کهنه گرگانج) còn được gọi là Konya-Urgench, Urgench cổ hoặc Urganj, là một đô thị với dân số khoảng 30.000 người ở phía bắc Turkmenistan, phía nam từ biên giới với Uzbekistan. Đây là địa điểm của thị trấn cổ Ürgenç (Urgench), nơi chứa những di tích thủ đô của Khwarazm thế kỷ 12, một phần của Đế quốc Achaemenes. Cư dân của nó đã rời bỏ thị trấn vào những năm 1700 để phát triển một khu định cư mới và Kunya-Urgench vẫn tồn tại kể từ đó. Từ năm 2005, những tàn tích của Urgench cổ đã được UNESCO công nhận là Di sản thế giới.

## Tổng quan
Trước đây, Ürgenç cổ là một trong những thành phố lớn nhất trên con đường tơ lụa. Ngày thành lập của nó là không chắc chắn, nhưng còn sót lại tàn tích của pháo đài Kyrkmolla trong khoảng thời gian Achaemenid. Từ đầu thế kỷ 12 đến thế kỷ 13 là thời kỳ vàng son của Ürgenç, nó đã trở thành thủ đô của Đế chế Khorezm với tên gọi "Gürgench", và nó đã tăng nhanh về dân số cũng như phồn hoa hơn tất cả các thành phố ở Trung Á khác, kể cả là Bukhara. Năm 1221, Thành Cát Tư Hãn đã san bằng nó, khiến đó là một trong những vụ thảm sát đẫm máu nhất lịch sử nhân loại.  Người Mông Cổ tràn tới Konye - Urgench từ sông Amu Darya.
Thành phố đã được hồi sinh sau khi cuộc tấn công Thành Cát Tư Hãn kết thúc, nhưng sự thay đổi đột ngột của sông Amu Darya ở phía bắc và sự phá hủy của thị trấn một lần nữa trong năm 1370 bởi Timur Lenk, buộc người dân phải rời khỏi thị trấn mãi mãi.
Khu vực này sau đó trở thành nơi sinh sống của người Turkmenistan vào năm 1831, nhưng họ xây dựng bên ngoài khu phố cổ, còn khu phố cổ bị sử dụng sau này như một nghĩa địa.
Thị trấn mới của Urgench phát triển về phía đông nam, ngày nay thuộc Uzbekistan. Nghiên cứu khảo cổ học đầu tiên tại khu vực khảo cổ của thành phố cổ được thực hiện bởi Alexander Yakubovsky trong năm 1929. Hầu hết các di tích đã bị sụp đổ, chỉ còn một số lăng mộ thế kỷ 12 tới 14 được phục hồi vào năm 1990, lăng mộ Törebeg Hanym. Công trình nổi bật nhất còn tồn tại của Urgench cổ có từ thế kỷ 11, đó là tháp Minaret Gutluk-Temir cao 60 mét. Công trình được xây dựng trước cả Tháp giáo đường ở Jam, chỉ sau Qutub Minar khi nó được hoàn thành vào 1368. Một số công trình khác bao gồm lăng mộ Il-Arslan, Soltan Tekeş và một nghĩa địa lớn từ thời Trung cổ.